# Padre no hay más que uno 5: Nido repleto
Padre no hay más que uno 5: Nido repleto es una película de comedia española de la franquicia cinematográfica Padre no hay más que uno dirigida por Santiago Segura.Al igual que en todas las películas, los mismos actores como Santiago Segura, Leo Harlem, Toni Acosta, Calma Segura, Sirena Segura, Martina D'Antochia, repiten sus papeles.

## Producción
El rodaje de la película comenzó en agosto de 2024 y se llevó a cabo en diversas localizaciones de Madrid, San Sebastián y Gran Canaria, destacando un chalet en Tafira, Las Palmas de Gran Canaria, como uno de los escenarios principales.  El equipo de producción permaneció en la isla hasta principios de septiembre de ese año.
La producción estuvo a cargo de Bowfinger International Pictures en coproducción con Padre Cuatro AIE, en asociación con Sony Pictures Entertainment Iberia. Contó con la participación de Netflix, Atresmedia Cine y Crea SGR, y la distribución fue responsabilidad de Sony Pictures.

## Estreno
Se estrenó en los cines españoles el 26 de junio de 2025.

## Reparto
- Santiago Segura como Javier García[7]
- Toni Acosta como Marisa Loyola
- Martina D'Antiochia como Sara García Loyola
- Calma Segura como Carlota García Loyola
- Luna Fulgencio como Rocío García Loyola
- Carlos González Morollón como Daniel "Dani" García Loyola
- Sirena Segura como Paula "Paulita" García Loyola
- Blanca Ramírez como Cristina "Cris" García Loyola
- Leo Harlem como Paco García
- Silvia Abril como Carmen
- Loles León como Milagros
- Diego Arroba "El Cejas" como Carlos Ocho
- Carlos Iglesias como Agustín Loyola
- Marta González de Vega como Leticia
- Xavier Deltell como Pedro
- David Fernández como Rodolfo Chikilicuatre
- Wendy Ramos como Rosaura
- Neus Asensi como la madre de Ocho
- Nieves Herrero como la profesora de Cris
- Florentino Fernández como el cura
- David Guapo como Agente inmobiliario
- Lucía Ramos como la profesora de gimnasia de Paulita
- Valeria Ros como la tutora de Paulita
- Antonio Resines como Toño Triana
- Omar Montes como Big Bambini